# FC Iberia 1999 Tiflis
FC Iberia 1999 Tiflis (georgisch იბერია 1999), ehemalig FC Saburtalo Tiflis, ist ein georgischer Fußballverein aus Tiflis. Er spielt in der georgischen Erovnuli Liga. Die Heimstätte des Klubs ist das Micheil-Meschi-Stadion, das Platz für gut 27.000 Besucher bietet. Für die Jugendmannschaften wird das Bendela-Stadion mit einer Kapazität von 1.800 Plätzen genutzt.

## Geschichte
Der Verein wurde in Tiflis am 20. August 1999 gegründet. 2005 kaufte die Iberia Business Group den Verein. Eigentümer wurde Tariel Khechikashvili, der zum georgischen Minister für Sport und Jugend berufen wurde.
Saburtalo hat eine der führenden Fußballakademien in Georgien. Bekannte Spieler des Vereins sind Giorgi Chanturia, Valeri Kazaishvili und Jemal Tabidze. Der Spanier Pablo Franco Martín führte den Club während der Saison 2015/2016.
Im März 2016 wurde Manolo Hierro als Sportdirektor berufen.
Im Februar 2024 gab der Klub-Präsident Khechikashvili die Namensänderung des Klubs von FC Saburtalo Tiflis zu FC Iberia 1999 Tiflis bekannt. Khechikashvili begründete die Entscheidung der Umbenennung durch eine Weiterentwicklung auf nationaler Ebene sowie stärkere Wirksamkeit des Vereins auf internationaler Ebene. Der bisherige Name beinhaltete den Namen des Tifliser Rajons Saburtalo und hatte somit einen stark regionalen Bezug.

## Erfolge
- Georgischer Fußballmeister (2): 2018, 2024
- Georgischer Pokalsieger (3): 2019, 2021, 2023
- Georgischer Supercup (1): 2020
- Georgischer Supercupfinalist (2): 2019, 2022

### Europapokalbilanz
| Saison  | Wettbewerb                    | Runde                  | Gegner                 | Gesamt          | Hin     | Rück          |
| ------- | ----------------------------- | ---------------------- | ---------------------- | --------------- | ------- | ------------- |
| 2019/20 | UEFA Champions League         | 1. Qualifikationsrunde | Sheriff Tiraspol       | 4:3             | 3:0 (A) | 1:3 (H)       |
| 2019/20 | UEFA Champions League         | 2. Qualifikationsrunde | Dinamo Zagreb          | 0:5             | 0:2 (H) | 0:3 (A)       |
| 2019/20 | UEFA Europa League            | 3. Qualifikationsrunde | FC Ararat-Armenia      | 2:3             | 2:1 (A) | 0:2 (H)       |
| 2020/21 | UEFA Europa League            | 1. Qualifikationsrunde | Apollon Limassol       | 1:5             | 1:5 (A) | 1:5 (A)       |
| 2022/23 | UEFA Europa Conference League | 1. Qualifikationsrunde | FK Partizani Tirana    | 1:1 (5:4 i. E.) | 0:1 (H) | 1:0 (A)       |
| 2022/23 | UEFA Europa Conference League | 2. Qualifikationsrunde | FCSB                   | 3:4             | 1:0 (H) | 2:4 (A)       |
| 2024/25 | UEFA Conference League        | 2. Qualifikationsrunde | FK Partizani Tirana    | 2:0             | 2:0 (H) | 0:0 (A)       |
| 2024/25 | UEFA Conference League        | 3. Qualifikationsrunde | Istanbul Başakşehir FK | 0:3             | 0:1 (H) | 0:2 (A)       |
| 2025/26 | UEFA Champions League         | 1. Qualifikationsrunde | Malmö FF               | 2:6             | 1:3 (H) | 1:3 (A)       |
| 2025/26 | UEFA Conference League        | 2. Qualifikationsrunde | FC Levadia Tallinn     | 2:3             | 0:1 (A) | 2:2 n. V. (H) |

Gesamtbilanz: 19 Spiele, 5 Siege, 2 Unentschieden, 12 Niederlagen, 17:33 Tore (Tordifferenz −16)

## Frühere Trainer
- Giorgi Chiabrishvili (2018)